# Сграда на Университетската библиотека „Свети Климент Охридски“ – Битоля
Сградата на Университетската библиотека „Свети Климент Охридски“ – Битоля (на македонска литературна норма: Стара зграда на Универзитетската библиотека „Свети Климент Охридски“ - Битола) е обществена сграда, архитектурна забележителност в град Битоля, Северна Македония, една от двете сгради на Университетската библиотека „Свети Климент Охридски“ – Битоля.

## Местоположение
Разположена е в старото градско ядро, на улица „Пеце Матичевски“ (бивша „Ленинова“).

## История
На 30 март 1978 година Институтът за защита на паметниците на културата, природните редкости и музей Битоля я обявява за защитена сграда в зона А от защитеното градско ядро.